# Krašovice (Čížová)
Krašovice jsou vesnice, část obce Čížová v okrese Písek v Jihočeském kraji. Nachází se asi dva kilometry jižně od Čížové. Na území Krašovic se nachází také letiště Písek-Krašovice. Krašovice leží v katastrálním území Krašovice u Čížové o rozloze 4,88 km².

## Historie
První písemná zmínka o vesnici pochází z roku 1490.

## Obyvatelstvo
| Rok            | 1869 | 1880 | 1890 | 1900 | 1910 | 1921 | 1930 | 1950 | 1961 | 1970 | 1980 | 1991 | 2001 | 2011 | 2021 |
| -------------- | ---- | ---- | ---- | ---- | ---- | ---- | ---- | ---- | ---- | ---- | ---- | ---- | ---- | ---- | ---- |
| Počet obyvatel | 227  | 269  | 268  | 252  | 262  | 270  | 231  | 190  | 172  | 134  | 95   | 67   | 58   | 64   | 135  |
| Počet domů     | 31   | 35   | 35   | 37   | 41   | 40   | 44   | 49   | 41   | 40   | 33   | 31   | 51   | 55   | 66   |

## Obecní správa
Při sčítání lidu v letech 1850–1959 Krašovice byly samostatnou obcí v okrese Písek. Od roku 1960 jsou částí obce Čížová v okrese Písek. V letech 1850–1889 k obci patřila Topělec.

## Pamětihodnosti
- Boží muka na kraji vesnice, u čísla popisného 51 jsou z roku 1837. Tato pilířová boží muka jsou jedinou památkou tohoto druhu ve všech sloučených obcích Čížové.
- Kaple na návsi je zasvěcená svatému Janu Nepomuckému. Na kapli byla roku 1921 slavnostně odhalena pamětní deska padlým v světové válce. Tato kaple je vedená v Seznamu kulturních památek v okrese Písek.
- Ve vesnici se nachází celá řada zděných venkovských usedlostí z poloviny 19. století. Díky těmto usedlostem, které lemují obdélníkovou náves, se stala vesnice roku 1995 vesnickou památkovou zónou. V Seznamu kulturních památek v okrese Písek jsou vedené tyto venkovské usedlosti: čp. 8, 9, 11, 14, 15, 16, 17, 30 a rodinný dům čp. 35. U usedlosti čp. 5 je v tomto seznamu vedená stodola.
- Kamenný kříž z roku 1937 se nachází přímo ve vesnici.
- U silnice vedoucí do vesnice, směrem od Písku, se nalézá další kříž.

## Galerie

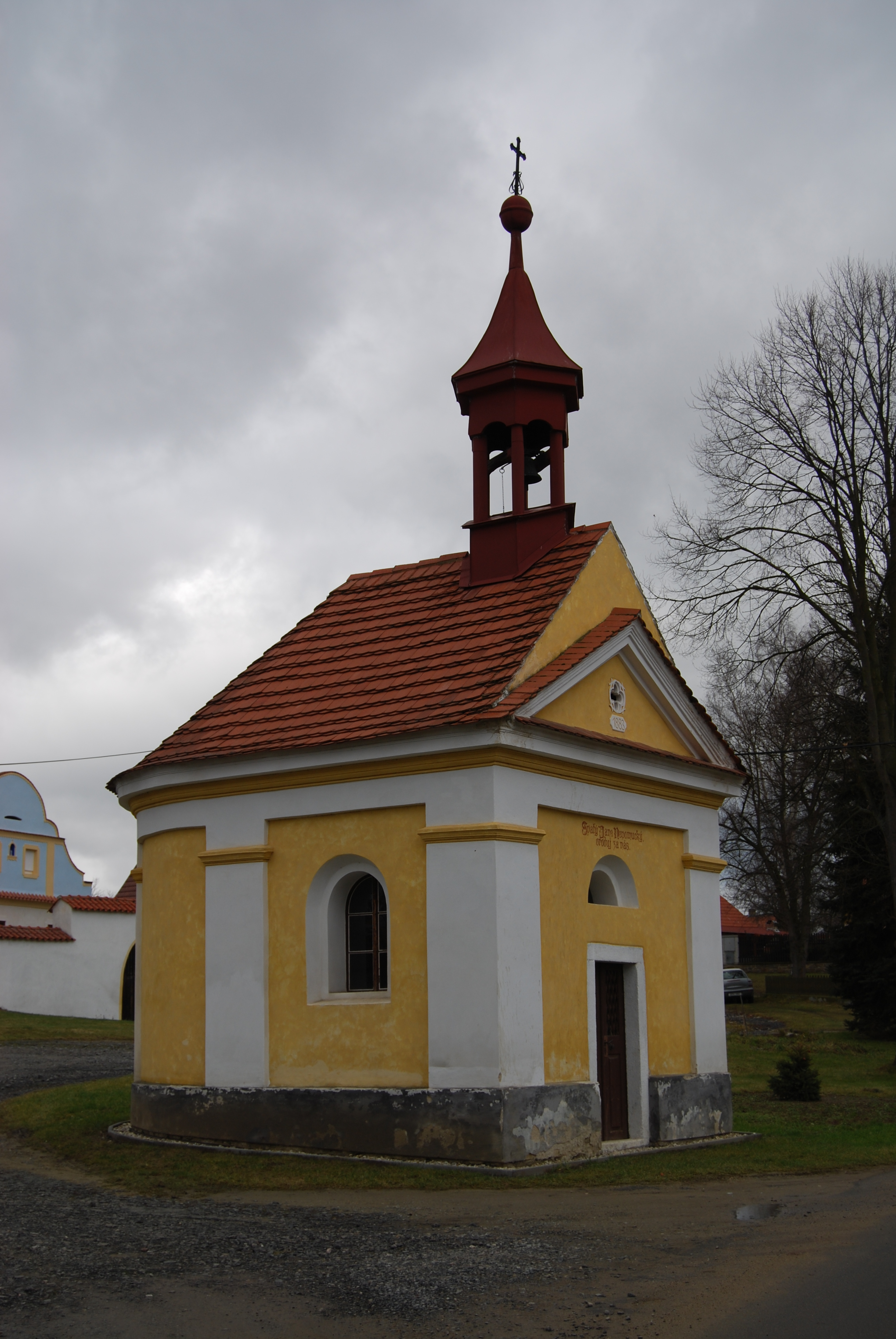
Návesní kaple
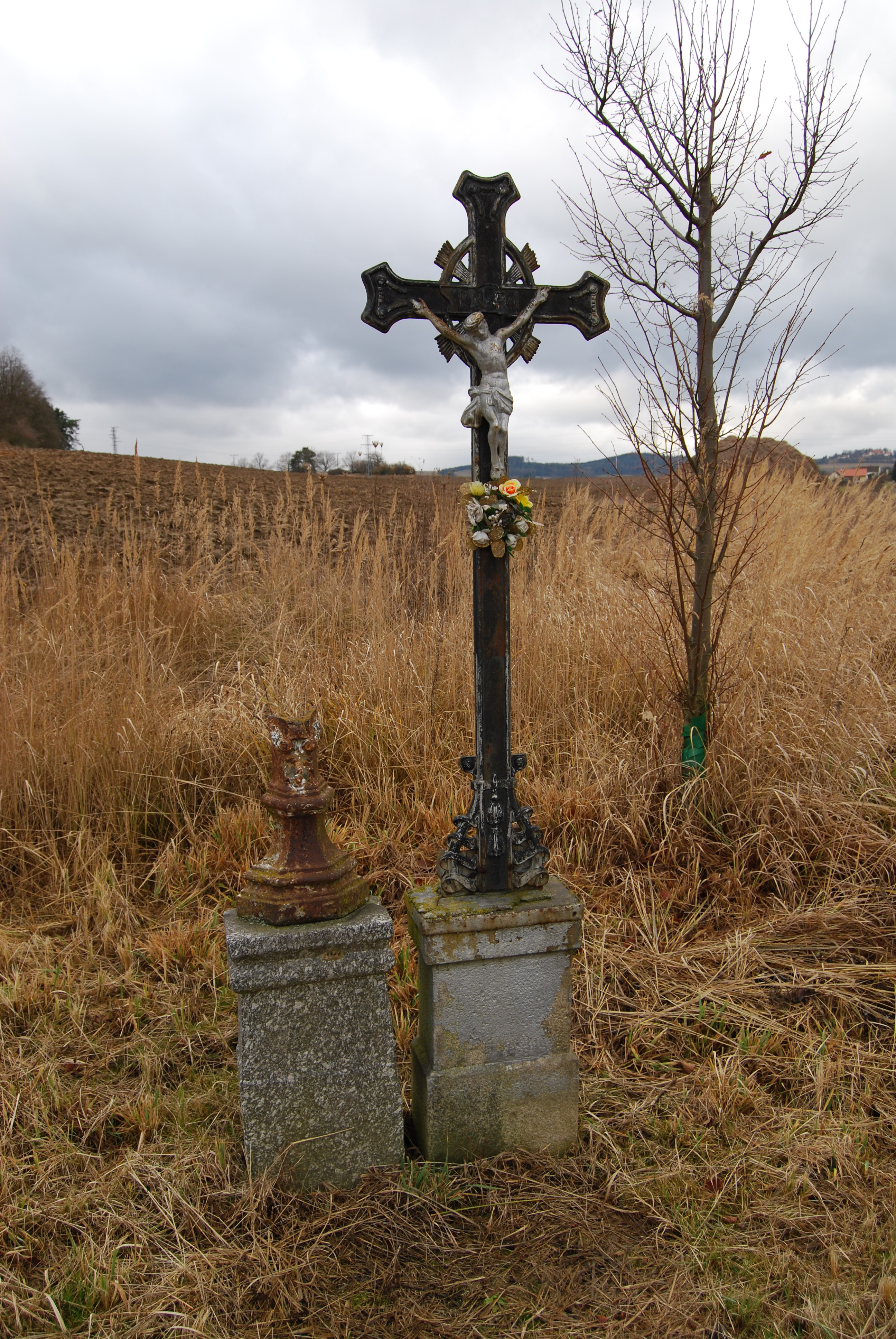
Kříž u silnice do vesnice
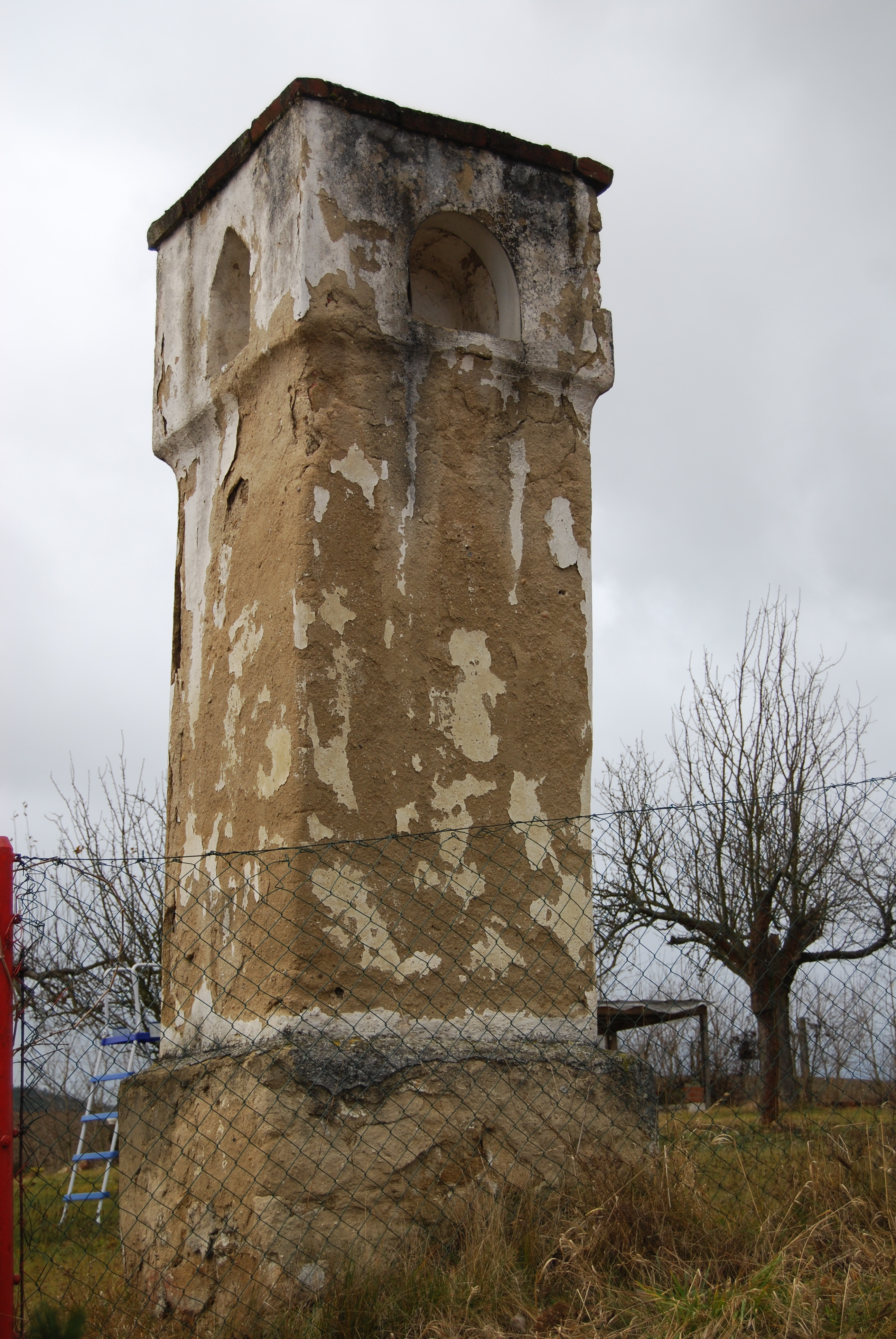
Boží muka ve vsi
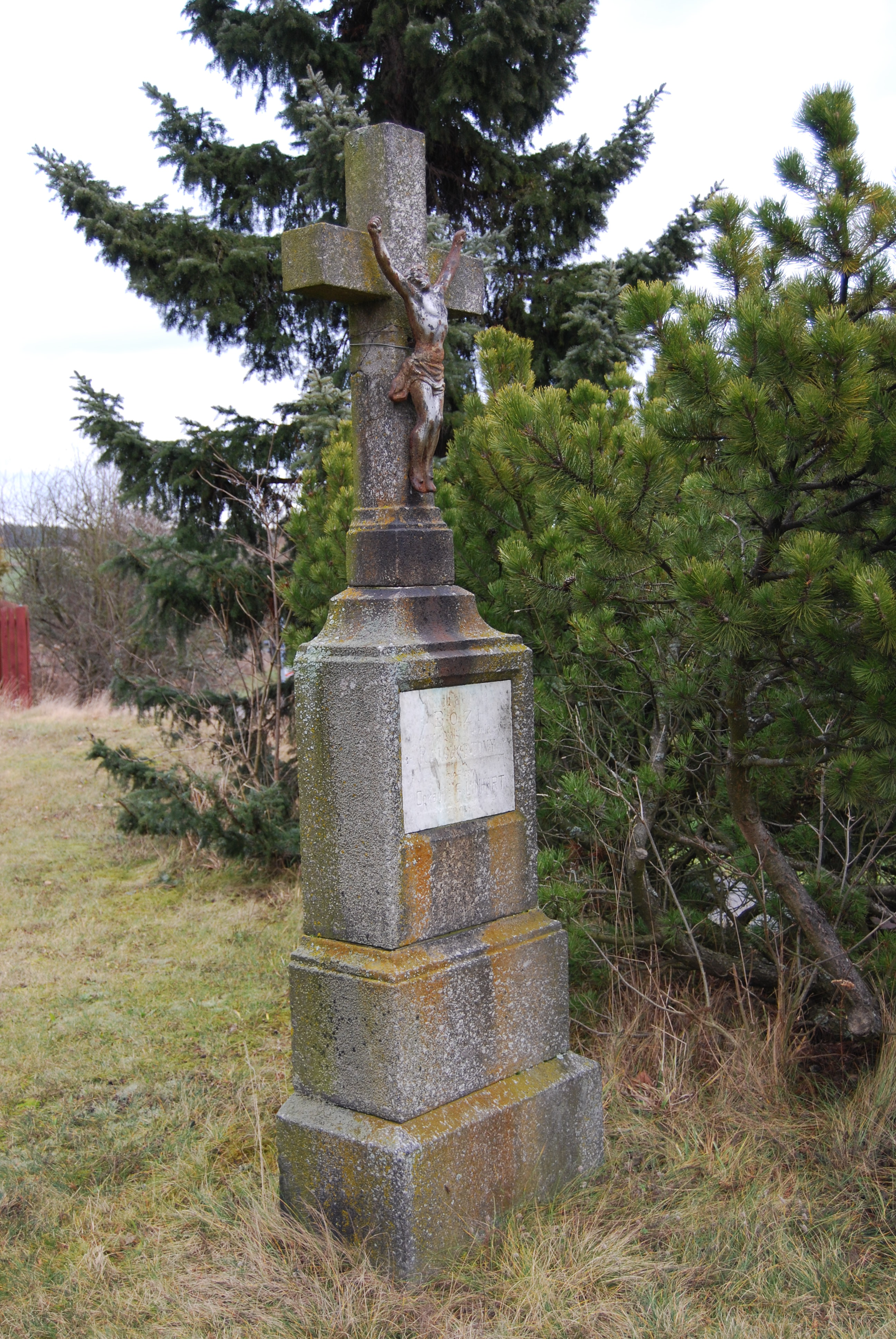
Kříž z roku 1937 rodiny Rajchortovy
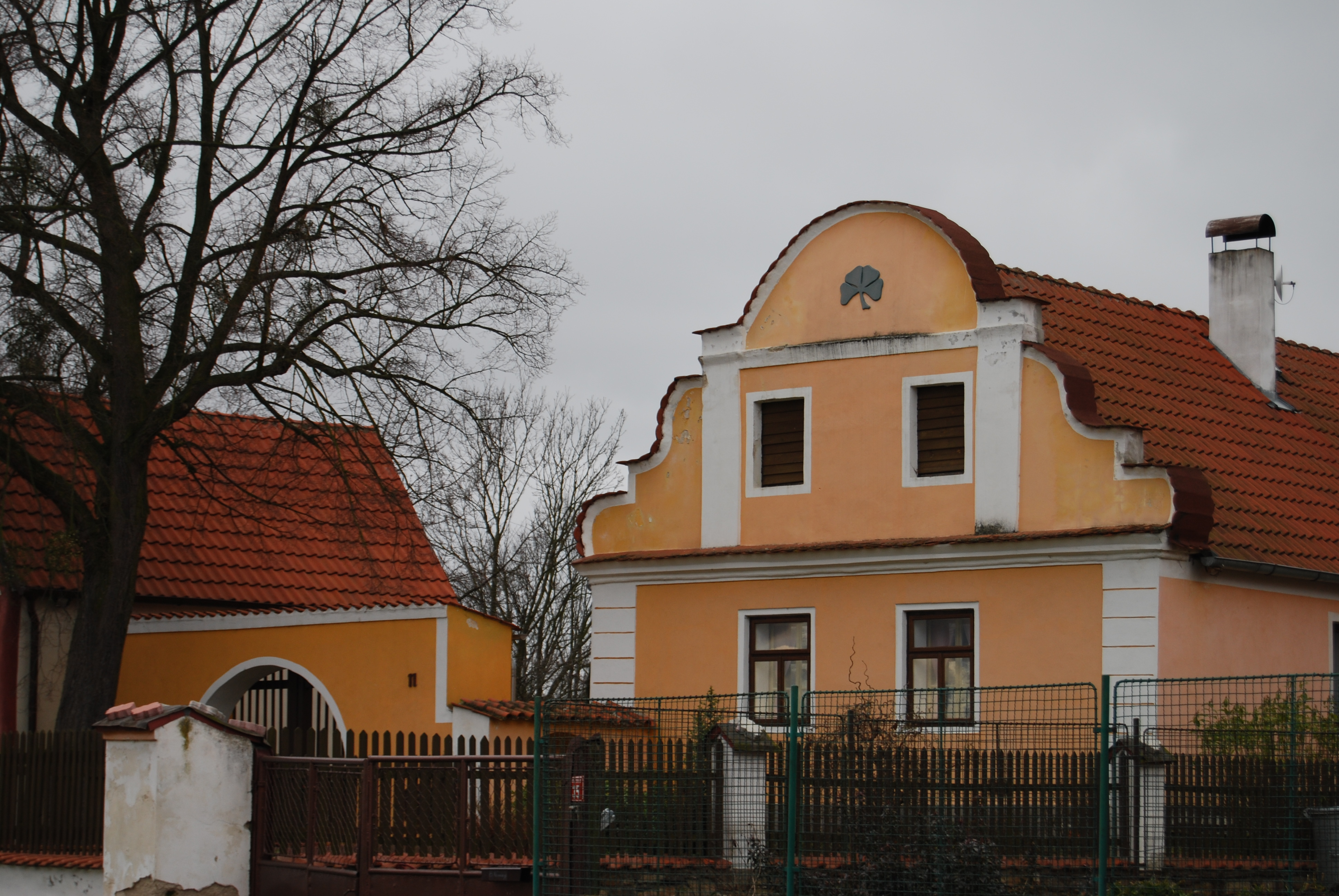
Usedlost čp. 11 na návsi
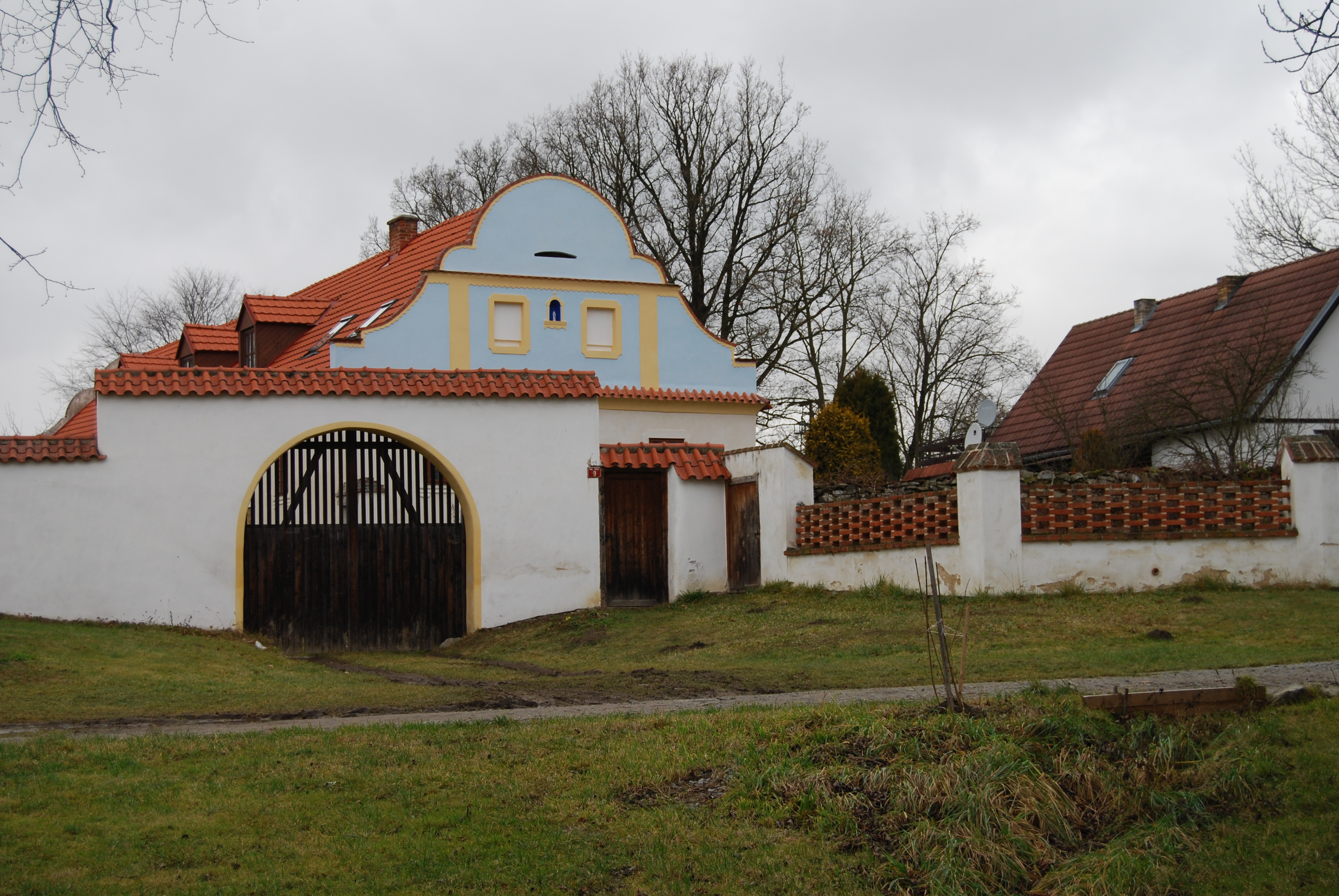
Usedlosti na západní straně návsi s předzahrádkou